# 貝特哈尼納社區

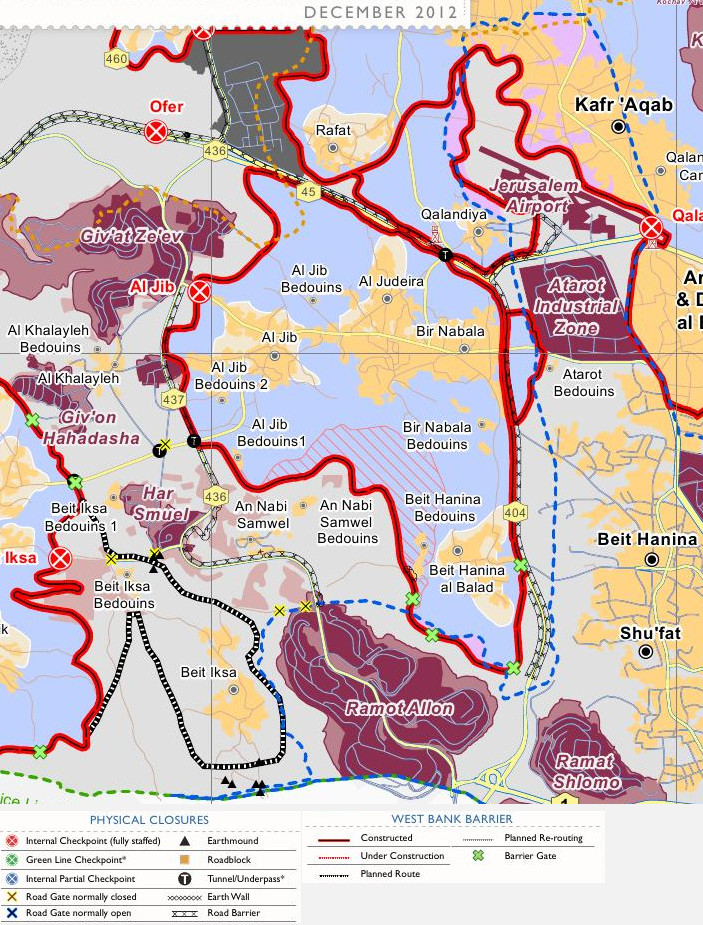
以色列在耶路撒冷北部建立的屏障，将贝特哈尼纳社区分为两个各自属于不同飞地的村庄

贝特哈尼纳社区 (阿拉伯语：‎，希伯來語：‎）是一个位于东耶路撒冷的阿拉伯裔巴勒斯坦人社区，坐落于通往拉姆安拉的公路上，位于耶路撒冷市中心北部并相距约8公里，海拔高度780米。
贝特哈尼纳社区被以色列约旦河西岸隔离墙分成两部分，分别名为阿尔贾吉德（意为“新城”)和阿尔巴拉德（意为“旧城”），其中新城位于以色列耶路撒冷市内部，旧城位于其外部，大部分建筑区域都在新城。社区总面积16.3平方公里（6.3平方英里），即16,284杜纳亩，其中有2,775杜纳亩为建筑区域。
根据2007年的统计数据，贝特哈尼纳社区的总人数已超过27,000人，其中26,762人为居住在新城的耶路撒冷人，1,107人由巴勒斯坦民族权力机构管辖。

## 名称
贝特哈尼纳社区的阿拉伯文名字原意为“哈尼纳的家”，“哈尼纳”有可能是一个女性的名字。一些学者认为“哈尼纳（Hanina）”来源于亚述语中的“Han-nina”，意为“值得同情的人”，或有可能源于“hana'”，意为“居住于营房的”。

## 考古发现
2013年6月，以色列文物局在贝特哈尼纳社区发掘出一条约1800年前的羅馬道路。据耶路撒冷邮报报道，文物局称该道路宽8米，可追溯至罗马帝国时代，用于连接雅法及耶路撒冷两地，路面由平石及路边石铺成，非常适合行走，一些石料有严重磨损迹象，表明这条道路曾被大量行人使用。

## 历史
根据19世纪法国旅行家维克托·介朗的说法，贝特哈尼纳社区就是便雅悯支派建立的阿纳尼亚。这一说法受到圣经学者爱德华·罗宾逊的赞同，但另一位圣经学者威廉·奧爾布賴特认为阿纳尼亚应是伯大尼的一个村庄。介朗还认为该社区的名称存在另一种写法。
636年，拜占庭帝国在雅尔穆克战役败给穆斯林，贝特哈尼纳社区被欧麦尔·本·赫塔卜领导下的哈里發國吞并。在伊斯兰统治巴勒斯坦地区的头几个世纪中，一些也门人和盖斯部落人移民到了贝特哈尼纳。这一时期的贝特哈尼纳的经济以农业为主，主要种植油橄欖、榕树、大麦及布格麦。
1099年，耶路撒冷被十字军占领，贝特哈尼纳亦包括在内。这次战役造成大量穆斯林人士死亡以及大部分社区人士逃离，但不久后逃离的居民又再次返回以继续培养果园和农田。1187年，耶路撒冷被萨拉丁领导的阿尤布王朝夺回。为保证穆斯林人占多数和防止十字军再次入侵，萨拉丁从内盖夫沙漠和漢志北部聚集了强大的贝都因人部落，并让他们居住在贝特哈尼纳。
贝特哈尼纳社区有一座清真寺，历史上为易卜拉欣·本·阿达姆所专用，清真寺大门上方有一些文字，为巴勒斯坦人陶菲克·迦南于1927年所题写，纪念了清真寺在公元637年及1239-1240年的建造过程。

### 奥斯曼时期
1517年，贝特哈尼纳社区所在村庄被并入奥斯曼帝国，这一时期的居民全部来自巴勒斯坦地区，1596年贝特哈尼纳社区首次出现在奥斯曼帝国的税务登记册中，登记册显示当时该社区共有28户穆斯林人，每户需要把农产品收入及其他偶然收入的33.3%用于缴纳固定税，大约缴纳10,300阿克切，而这些税收将全部用于穆斯林宗教捐赠。
1838年，贝特哈尼纳被登记为穆斯林村庄，位于耶路撒冷周边不远处。
维克托·介朗在1863年到达贝特哈尼纳时估计该地的居民数量在300人左右。后来东方学家阿尔伯特·索钦发现一份奥斯曼帝国在1870年左右发布的一份村庄名单，显示贝特哈尼纳共有65户人家及240名居民，惟这里的居民数只计算男性，另一名东方学家马丁·哈特曼后来又发现一个名为“Bet Hanina”的村庄拥有79家住户。
1883年，巴勒斯坦勘探基金会在其发布的西巴勒斯坦调查结果中将贝特哈尼纳描述为“一个中等大小、有石制房屋、坐落于两个山谷之间”的村庄，并称该村庄被油橄欖环绕，有一小股流向西方的泉水，附近还有一些葡萄园。
根据估计，“Bet Hanina”在1896年的居民数量约为792人.。

### 英国托管时期
1922年，英国托管政府在巴勒斯坦进行了一次人口普查，结果显示贝特哈尼纳共有996名居民，均为穆斯林人士，其后1931年的普查数据显示该地居民数量已增至1,226人，共317户住户，仍然全部是穆斯林人士。
1945年，托管政府发布的村庄统计数据及一项土地调查结果显示贝特哈尼纳共有1,590名居民，均为穆斯林人士，占地面积14,948杜纳亩，其中有3,072杜纳亩土地为可灌溉土地，4,304杜纳亩用于种植谷物，另有219杜纳亩为建筑区域。

### 约旦管辖时期
1948年阿拉伯-以色列戰爭结束后，阿拉伯与以色列双方于1949年签署停战协议，贝特哈尼纳被划给约旦。1950年，该地正式被约旦吞并。这一时期的贝特哈尼纳出现了大量公路和学校，移居来的人亦开始投入大量资金以图将当地建设成一座现代城镇。
1961年，贝特哈尼纳的居民数量达到3,067人，其中有332人为基督徒，其余均为穆斯林人士

### 1967年后
根据1967年以色列政府进行的人口普查，贝特哈尼纳社区共有1,177人，其中36人的祖籍是以色列。其后以色列扩张了耶路撒冷市的边境线，贝特哈尼纳社区东部被并入以色列，后来便成为了如今的新城。1980年，以色列在耶路撒冷法中正式宣布拥有该部分主权。
根据学者易卜拉欣·马塔尔的说法，以色列重新划定边境的首要目的是使其国土面积实现最大化及尽可能降低大东耶路撒冷地区巴勒斯坦人的比例。他提出通过观察地图可以发现一些巴勒斯坦村庄被排除在大东耶路撒冷地区边界之外，但这些村庄的土地则包括在边界以内，其中一个例子就是贝特哈尼纳。
耶路撒冷应用研究院在一份调查报告中称，以色列目前已从新城拿取了2, 927杜纳亩的土地（占社区总面积的33.1%），以及从旧城拿取了187杜纳亩土地，其中新城的土地多被用来建立以色列定居点。同时贝特哈尼纳社区还有39%的土地被以色列约旦河西岸隔离墙隔开。

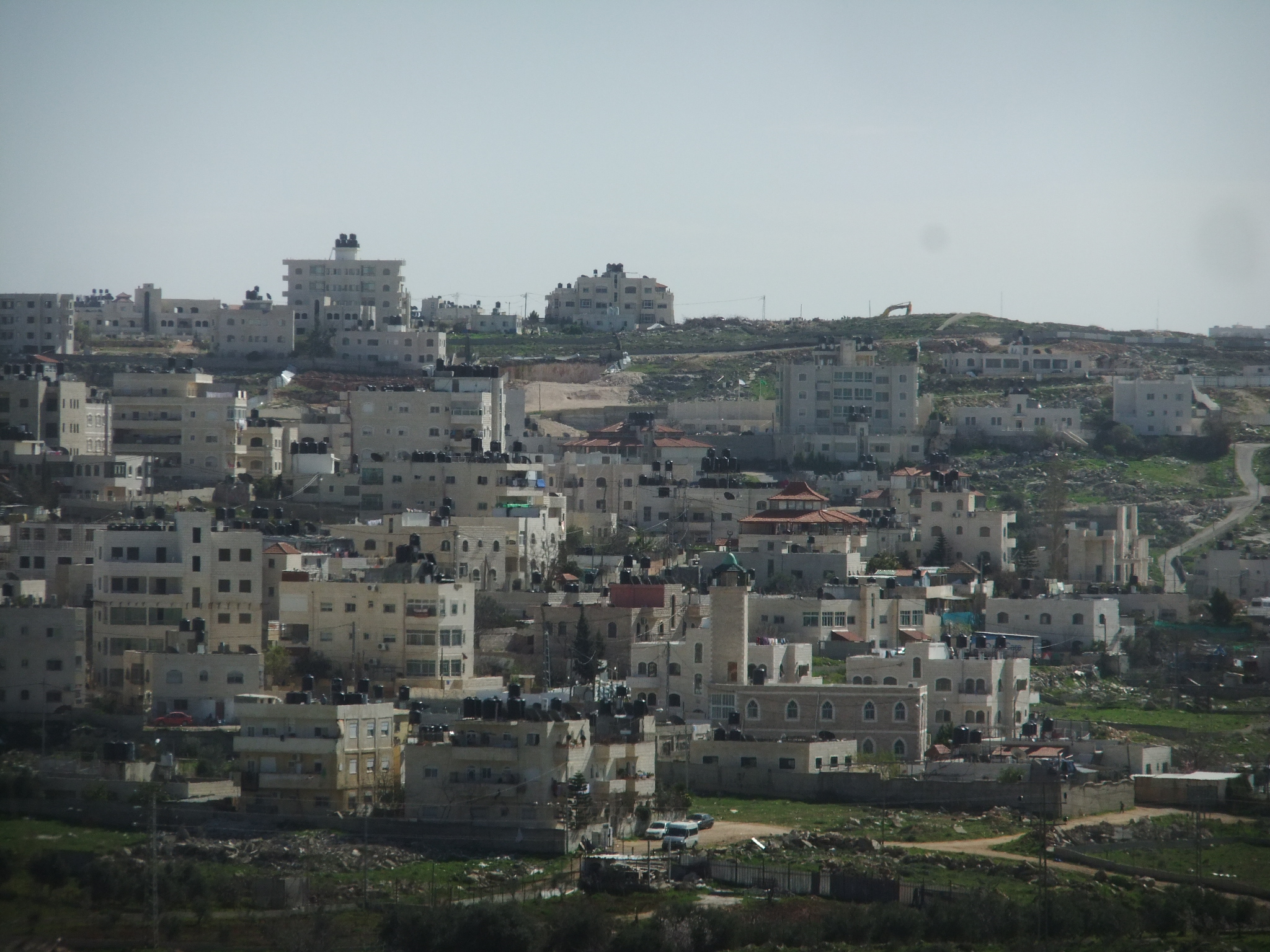
从阿塔洛特看到的贝特哈尼纳社区景象

阿克萨群众起义爆发后，以色列开始在约旦河西岸建立隔离墙，贝特哈尼纳社区的部分区域被隔开。由于隔开的部分具有城市属性，其附近的道路有10%设有混凝土墙。该区域曾爆发过数次巴勒斯坦民兵与以色列安全部队之间的冲突。
1977年，以色列土地基金会买下了一处建筑，作为犹太人社区建设计划的一部分，2012年4月18日，一户在该区域拥有两所房屋的巴勒斯坦人家受到以色列政府驱逐，该户人随即提起上诉，称他们所居住的房屋的房产证存在伪造，他们自1940年代以来一直拥有这些房产的所有权，但最终上诉被以色列法院以证据不足为由驳回。欧盟后来对以色列此举提出批评，并质疑以色列在巴勒斯坦传统社区建立犹太人社区的做法是否合理。2012年4月27日，大约150名来自巴勒斯坦、以色列及其他国家的社运人士针对此事发起抗议，引发警民冲突，惟最终这两所房屋仍然由犹太人居住。
1995年，巴勒斯坦与以色列在埃及塔巴签署协议，规定将贝特哈尼纳社区的12.2%划分为B区，归巴勒斯坦所有，余下87.8% 划分为C区，归以色列所有。
2012年，贝特哈尼纳社区的一处街道被命名为烏姆·庫勒蘇姆街道，以纪念埃及歌手烏姆·庫勒蘇姆，当时还举办了一场庆典，以色列歌手纳斯林·卡德里在庆典上翻唱了庫勒蘇姆的一首歌曲。
2014年2月27日，以色列新闻网Ynet援引巴勒斯坦耶路撒冷报（Al-Quds）的报道称美国国务卿约翰·克里在与巴勒斯坦民族权力机构主席马哈茂德·阿巴斯的讨论中提出将贝特哈尼纳社区作为巴勒斯坦国未来的首都。耶路撒冷报还称克里要求阿巴斯代表官方指定以色列为犹太人国家，并明确巴勒斯坦未来的首都是贝特哈尼纳社区而非整个东耶路撒冷地区。

## 教育

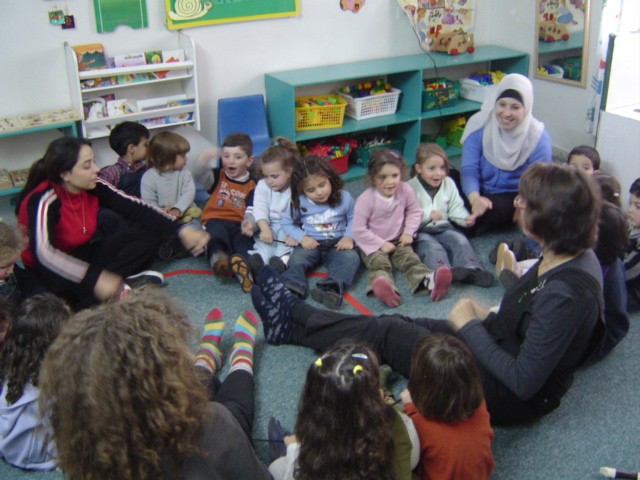
贝特哈尼纳社区内的一个幼儿园

贝特哈尼纳社区内坐落着1978年建立的一所宗教大学及聖城大學的一间分校 ，另外还有四个清真寺及三个教会学校。
天主教会在贝特哈尼纳社区设有一个社区中心及一间圣雅各教堂。2012年，日本政府出资在贝特哈尼纳社区创办了一所女子学校，收录5-12年级学生。

## 交通
贝特哈尼纳路是贝特哈尼纳社区内的一条公路，同时是连接以色列和巴基斯坦的60號公路的一部分。1990年代，社区以东建成了一条双车道，每个方向具有三条分车道，使当地的交通堵塞问题得到改善。此外，贝特哈尼纳社区还拥有耶路撒冷轻轨的一个站点。
2011年，以色列开始修建一条连接东耶路撒冷和西耶路撒冷中心的道路。据以色列国土报报道，一名来自非政府组织Peace Now的代表认为这条道路的路线不合法，因为以色列作为占领国，在将被占领地区用于基础建设的情况下，没有顾及当地巴勒斯坦人民的需求。

## 相关人物
阿拉伯银行的创立者阿卜杜勒·哈米德·舒曼是一名土生土长的贝特哈尼纳人，其行长的职位由他的儿子阿卜杜勒-马吉德·舒曼于1974年接受。纽约时报报道称，阿卜杜勒-马吉德·舒曼已于2005年去世。卫报记者劳伦斯·乔菲表示，舒曼曾数次使约旦地区免于财务危机，例如在2000年出资支持自国王侯赛因去世后遭到大幅贬值的货币第纳尔。
加拿大漫画家盖·德利斯勒在其作品《耶路撒冷》中描述了自己于2008年至2009年在贝特哈尼纳社区的经历。
2010年，政治评论员阿基瓦·埃尔达在国土报上报道，时任巴勒斯坦总理萨拉姆·法耶兹正在贝特哈尼纳社区居住，陪同者为他的妻子和小儿子，而他的儿子在该社区念高中。

## 环境问题
贝特哈尼纳社区所面临的环境问题与巴勒斯坦和以色列其他地区大致相同。英国萨里大学教授乔纳森·切诺维斯在一份巴勒斯坦及以色列水利行业的预测报告中表示，以色列与巴勒斯坦当前的可利用水资源储量已然严重低于世界平均水平，直接影响到大量巴勒斯坦人的日常生活与经济活动，随着人口的增长，未来该地区可能面临严重的水资源短缺。

## 图集

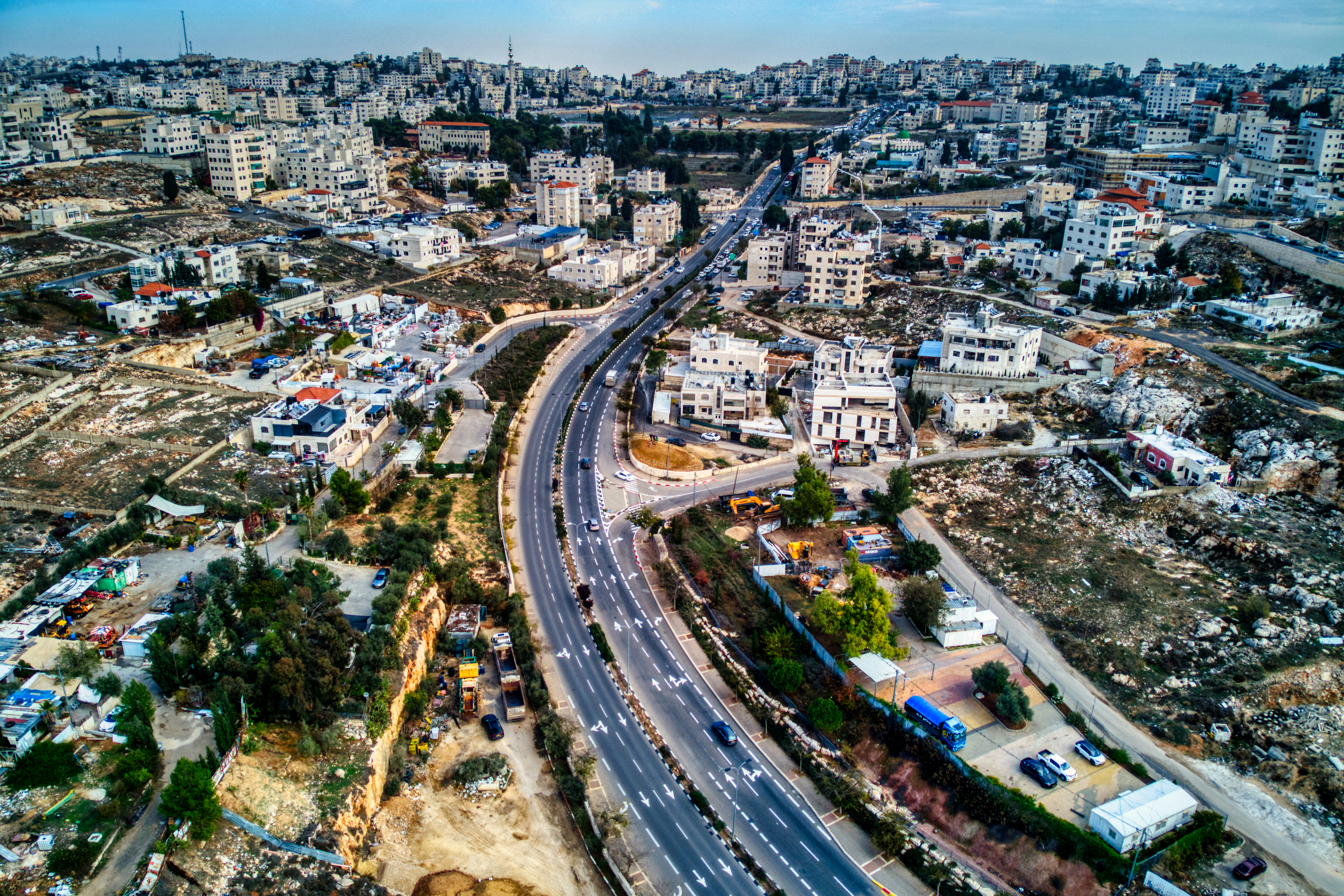
阿卜杜勒·哈米德·舒曼大街及周边环境
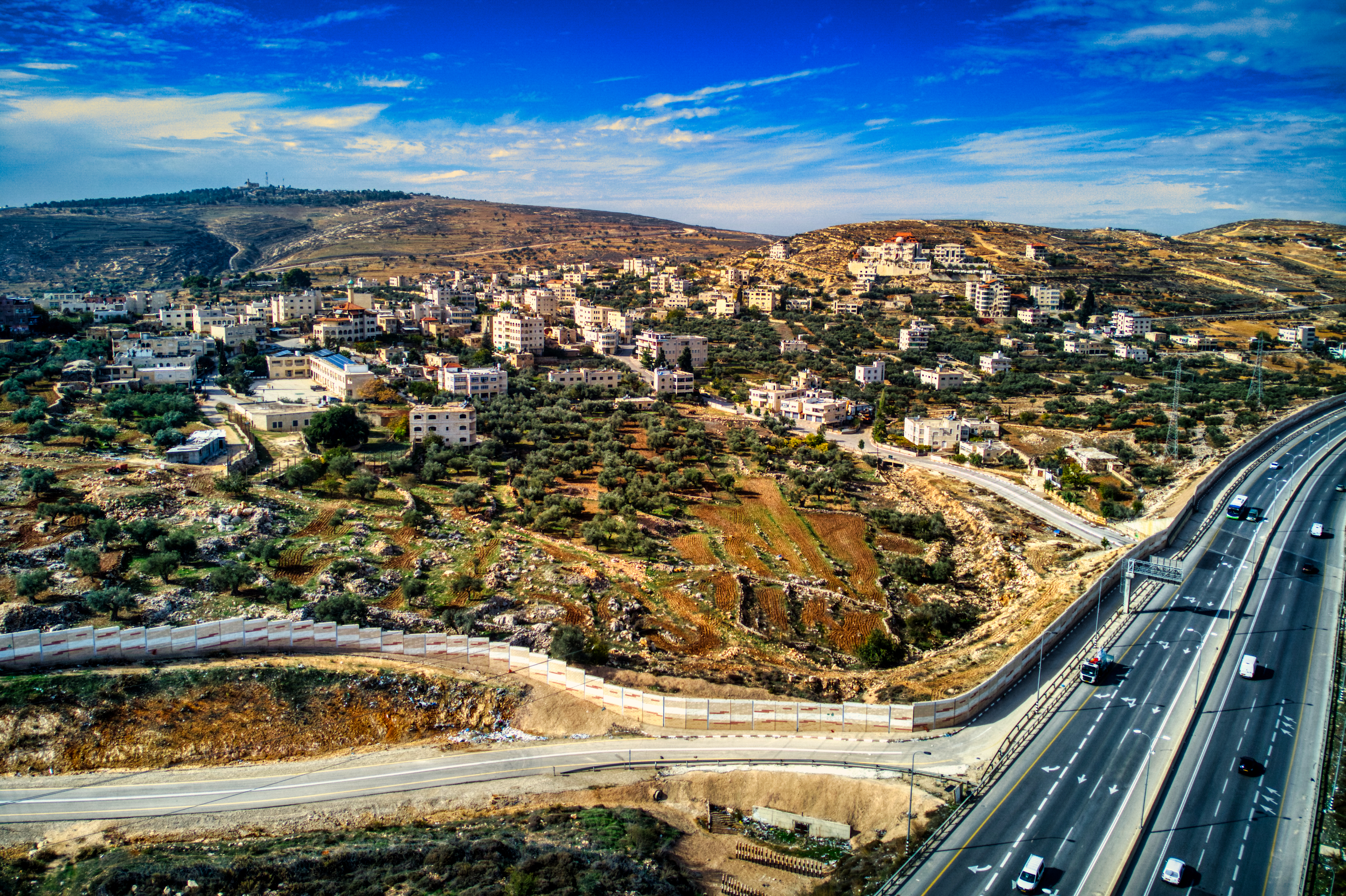
贝特哈尼纳旧城区
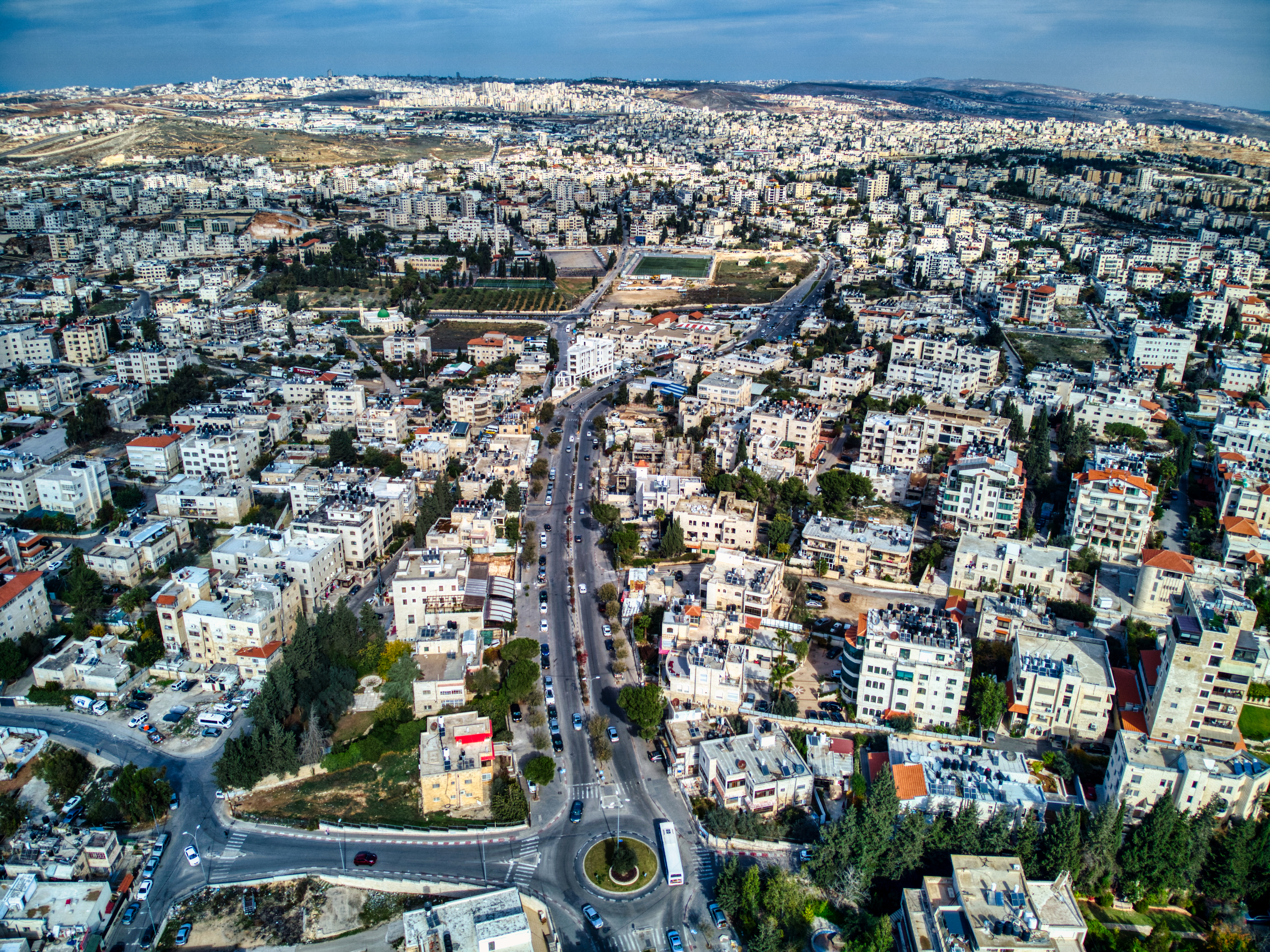
贝特哈尼纳社区北部